# میکی توری
میکی توری (انگلیسی: Miki Tori؛ زادهٔ ۲۳ فوریهٔ ۱۹۵۸) مانگاکا، و فیلم‌نامه‌نویس اهل ژاپن است.